# Ertay Hayit

Ertay Hayit

Ertay Hayit (* 12. August 1954 in Köln) ist ein deutscher Journalist, Verleger, Autor sowie Geschäftsführer einer PR- und Werbeagentur.

## Leben
Ertay Hayit wurde als ältestes von drei Kindern des Historikers Baymirza Hayit und der Frauenärztin Ruth Hayit in Köln geboren. Nach dem Abitur am Friedrich-Wilhelm-Gymnasium in Köln absolvierte er seinen Wehrdienst als Sanitäter und schloss diesen als Reserveoffizier ab. Zwischen 1976 und 1982 studierte er Kommunikationswissenschaften, Politikwissenschaften und Psychologie an der Ludwig-Maximilians-Universität München und der Westfälischen Wilhelms-Universität Münster. 1982 schloss er sein Studium mit einer Magisterarbeit über die Situation kleinerer Buchverlage in Deutschland ab.
Seit 1981 ist er mit Ute Hayit verheiratet. Das Ehepaar hat zwei Töchter.

## Berufliche Laufbahn
1978 gründete Hayit den Hayit Verlag, der zunächst Studienführer und Sachbücher veröffentlichte. Ab 1982 spezialisierte sich der Verlag auf Reiseliteratur für Individualreisende, insbesondere mit den Reihen „Preiswert reisen“ und „Nützliche Reisetipps von A-Z“.
Bis 1996 leitete er den Verlag gemeinsam mit seinem Bruder, seiner Frau und seiner Schwägerin. Seine Ehefrau ist bis heute als Mitgesellschafterin im Unternehmen tätig.
In den 1980er Jahren wurde das Programm um Kochbücher und Ratgeber erweitert. Später wurde ein internationaler Vertrieb aufgebaut. Hayit gründete Büros in Amsterdam, New York und London. Die Bücher erschienen zunächst auf Niederländisch und dann auch auf Englisch. In den 1990er Jahren übernahm der Verlag Programme kleinerer Verlage. Mit dem Rückgang des Marktes für Reisebücher verlagerte sich der Schwerpunkt des Unternehmens erst auf Zeitschriften und dann auf Online-Medien.
Heute leitet Hayit das Unternehmen unter dem Namen „Mundo Marketing GmbH“, das sowohl als Verlag als auch als PR- und Marketing-Agentur tätig ist.
Neben seiner verlegerischen Tätigkeit arbeitete Hayit als Chefredakteur mehrerer Webmagazine, die sich den Schwerpunkten Reisen, Outdoor und Lokaljournalismus widmen. Zudem veröffentlichte er zahlreiche Sachbücher, zuerst zu den Themen Studienwahl und später zu den Themen Reisen und Wassersport.

## Ehrenamtliches Engagement
Ertay Hayit engagiert sich ehrenamtlich bei den Kölner Kulturpaten.

## Veröffentlichungen (Auswahl)
- Ertay Hayit: Studium der Medizin im Ausland. Wie man den Numerus-Clausus legal umgeht. Studienverlag, Köln 1981, ISBN 3-922145-25-6.
- Ertay Hayit, Jochen Winter: Klagen und Studieren. Erste Hilfe für abgewiesene Studienbewerber. Studienverlag, Köln 1979, ISBN 3-922145-02-7.
- Ertay Hayit, Ute Weinhausen: Zwischen Abitur und Studium. Hinweise für die sinnvolle Gestaltung der Wartezeit. Studienverlag, Köln 1979, ISBN 3-922145-04-3.

- Ertay Hayit: Zur Situation kleinerer Buchverlage in der Bundesrepublik Deutschland. Exemplarisch an 4 Verlagen untersucht. Studienverlag, Köln 1986, ISBN 3-922145-41-8.

- Ertay Hayit (Hrsg.): Trainingsbuch für den Medizin-Test (TMS). Studienverlag, Köln 1986, ISBN 3-922145-18-3.
- Ertay Hayit: Nautische Reisetipps Ijsselmeer mit Markermeer. Die schönsten Häfen für Segler und Motorbootfahrer. Von der Redaktion Fahrtensegeln.de. Hayit, 8. Auflage. Köln 2025, ISBN 978-3-87322-192-5.
- Ertay Hayit: Nautische Reisetipps Watteninseln Niederlande. Texel, Vlieland,Terschelling, Ameland, Schiermonnikoog. Für Segler und Motorbootfahrer. Von der Redaktion Fahrtensegeln.de. Hayit, 4. Auflage. Köln 2024, ISBN 978-3-87322-289-2.
- Ertay Hayit: Nautische Reisetipps Ostfriesische Inseln. Borkum, Juist, Norderney, Baltrum, Langeoog, Spiekeroog, Wangerooge. Für Segler und Motorbootfahrer. Mit Infos für Helgoland und dem Festland. 2. Auflage. Hayit, Köln 2025, ISBN 978-3-87322-300-4.